# Bronisław Kazimierz Przybylski
Bronisław Kazimierz Przybylski (ur. 11 grudnia 1941 w Łodzi, zm. 4 kwietnia 2011 tamże) – polski kompozytor i pedagog.

## Życiorys
Studia odbył w Państwowej Wyższej Szkole Muzycznej w Łodzi – uzyskał dyplom z teorii muzyki u prof. Franciszka Wesołowskiego w 1964 r. oraz dyplom z kompozycji w klasie prof. Tomasza Kiesewettera w 1969 r. Uzupełniał studia u prof. Bolesława Szabelskiego w Katowicach oraz u prof. Romana Haubenstocka-Ramatiego w Hochschule für Musik und darstellende Kunst w Wiedniu. Od 1963 r. był nauczycielem akademickim w PWSM w Łodzi (obecnie Akademii Muzycznej im. Grażyny i Kiejstuta Bacewiczów), a od 1987 roku do śmierci prowadził tam klasę kompozycji – najpierw jako profesor nadzwyczajny, a od 1992 roku – zwyczajny. W latach 1978–1981 był w macierzystej uczelni prorektorem do spraw dydaktycznych, od 1987 do 1990 dziekanem Wydziału Kompozycji, Teorii Muzyki i Rytmiki, a w latach 1991–2011 kierownikiem Katedry Kompozycji.
Jest inicjatorem cyklicznej sesji „Musica Moderna”, od 1982 r. prezentującej dwukrotnie w każdym roku współczesną twórczość kompozytorów polskich i zagranicznych.
Jest laureatem piętnastu nagród i wyróżnień w krajowych i międzynarodowych konkursach kompozytorskich. Jego utwory były prezentowane na znaczących festiwalach muzyki współczesnej, jak np. „Warszawska Jesień”, „Poznańska Wiosna Muzyczna”, „Musica Polonica Nova” (Wrocław), „Światowe Dni Muzyki – ISCM” (Tel Awiw), „Musikprotokoll” (Graz), „Paryska Trybuna Kompozytorów”. Kompozycje Przybylskiego były też wykonywane w krajach Europy, Stanach Zjednoczonych, Kanadzie, Meksyku, Brazylii, Japonii, Afryce Południowej, Nowej Zelandii.
Pośród kompozycji Przybylskiego największe znaczenie ma twórczość orkiestrowa, wypełniona odwołaniami do tradycji i zróżnicowana stylistycznie.